# 龍洞宮
龍洞宮是朝鲜王朝王室的居所，顺怀世子(朝鲜明宗之子)曾居于此，原址位于现在韩国首尔中区的西小門洞和貞洞。龍洞宮也曾经称为顺怀承继宮，因为他将来会从父亲手中获得王位。然而，顺怀世子12岁就病死了，葬于杨州郡光陵(今京畿道南杨州市榛接邑(진접읍)富坪里(부평리)247番地)，龍洞宮的使用权也就落在王妃手中。之后，龍洞宮搬迁到现址，并一直使用直到淑明女子高等學校于20世纪初期在该址成立。